# Monfort
Monfort é uma comuna francesa na região administrativa da Occitânia, no departamento de Gers. Estende-se por uma área de 22.49 km², e possui 494 habitantes, segundo o censo de 2018, com uma densidade de 22 hab/km².